# Tubuai

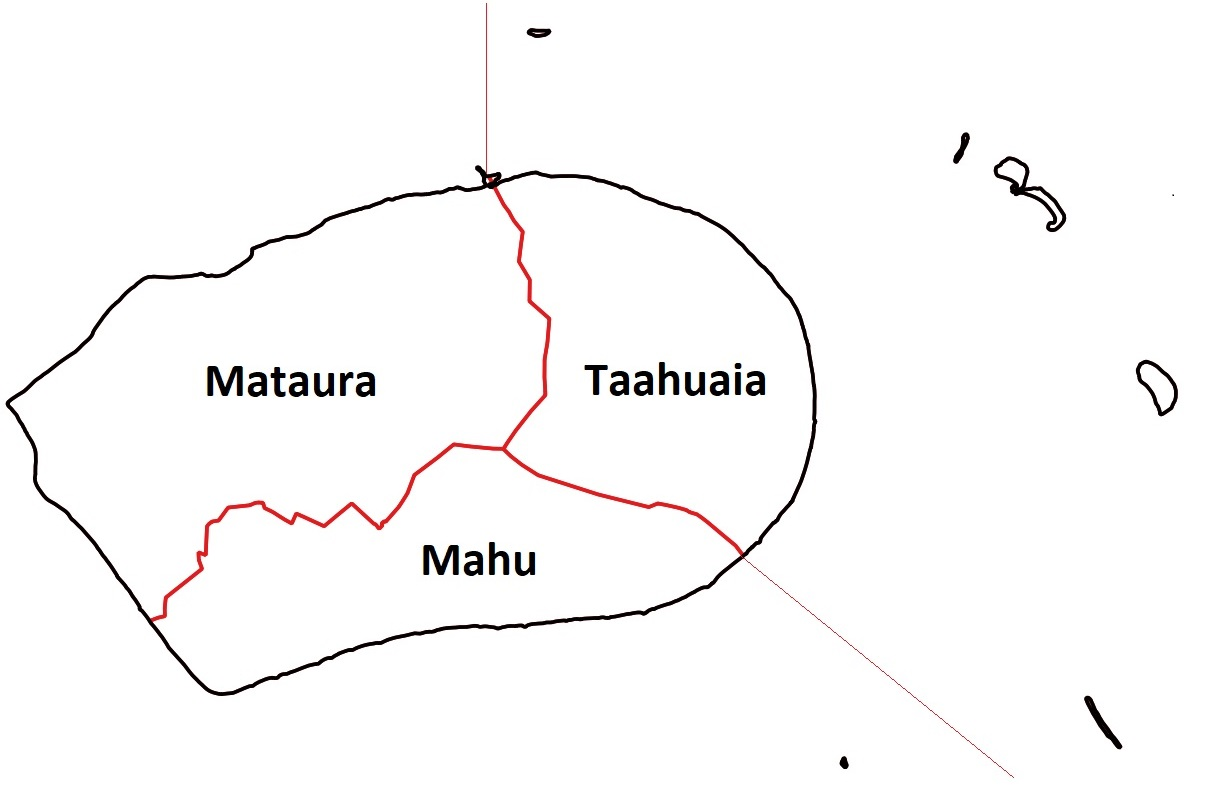
Gliederung in drei communes associées

Tubuai ist der Name eines Atolls sowie dessen Hauptinsel im Südpazifik, 640 km südlich von Tahiti. Mit 2.322 Einwohnern (2017) auf 45 km² Fläche ist sie die Hauptinsel der zu Französisch-Polynesien gehörenden Austral-Inseln, die daher oftmals auch „Tubuai-Inseln“ genannt werden. Hauptort ist Mataura an der Nordküste.

## Geschichte
Die Bevölkerung von Tubuai wohnte traditionell in kleinen Dörfern, die zu verschiedenen mata'eina'a (Distrikten) gruppiert wurden:
- Toerauetoru (Nordwesten, heutige Gemeinde Mataura, früherer Hauptbezirk, mit den Dörfern Atiahara an der Küste und Tanataetea im Inselinnern)
- Natieva (Nordosten, heutige Gemeinde Taahuaia)
- Paorani (Nordosten, heute verlassen, heutige Gemeinde Taahuaia)
- Nahitorono (Süden, heutige Gemeinde Mahu)
- Tuporo (Westen, heutiger Weiler Haramea)
- Tamatoa (im Südosten, das gleichnamige Dorf liegt an der Grenze zwischen den Gemeinden Taahuaia und Mahu)
- Huahine (im Zentrum, ohne Zugang zur Küste)

Nach Maude (1958) gab es zum Zeitpunkt des europäischen Kontakts dagegen nur drei Distrikte:
- Toerauetoru (jetzt Mataura)—zentriert an der Nordküste gegenüber der Laguneneinfahrt
- Natieva (jetzt Taahuaia)—an der Nordostküste
- Paorani (heute verlassen)—im Inselinneren und östlich von Natieva

Die Insel wurde am 8. oder 9. August 1777 von James Cook für Europa entdeckt, der aber keinen Grund sah, zu landen und sich mit den kriegerisch anmutenden Einheimischen einzulassen. Er benannte die Insel nach Georg III.
Von Juni bis September 1789 versuchten Fletcher Christian und seine Kameraden von der Bounty sich auf Tubuai niederzulassen und gründeten an der Nordostküste Fort George.
Nach andauernden Streitigkeiten untereinander und bewaffneten Auseinandersetzungen mit den Einheimischen, unter anderem wegen Frauenraubes, gaben die Meuterer den Siedlungsversuch auf. 66 Menschen, darunter sechs Frauen, hatten sie getötet. Die Europäer hatten selbst nur zwei Verletzte – einen durch einen feindlichen Speer und Christian mit einer Schnittwunde durch sein eigenes Bajonett – zu beklagen gehabt.
Die Bounty kehrte nach Tahiti zurück, wo 16 zurückblieben, bald darauf verhaftet und nach England gebracht wurden, während neun Meuterer, zwei Einwohner Tubuais, vier Tahitianer und zwölf Tahitianerinnen in derselben Nacht heimlich weiterfuhren und letztlich Pitcairn besiedelten.
Die Rekonstruktion von Fort George kann als Touristenattraktion besichtigt werden.
- 1881: Französische Kolonie
- 1903: Zusammenfassung der Inseln zu Französisch-Ozeanien

## Geographie
Neben der weitaus größten, gebirgigen Insel im Zentrum weist das im Frühstadium seiner Entwicklung befindliche Atoll sieben weitere Inseln auf dem östlichen Korallenriff und eine in der Lagune, nachfolgend im Uhrzeigersinn von Nord bis Südost aufgelistet:
1. Motu One
2. Motu Rautaro (7678 m²)
3. Motu Toena (83872 m²)
4. Motu Roa
5. Motu Motihia
6. Motu 'Ōfa'i (Îlot Caillou, Ofai) (in der Lagune)
7. Îlot de Sable
8. Îlot Plat (Südosten)

Die Motus gehören mit Ausnahme der Îlot Plat zur östlichen commune associée Taahuaia. Îlot Plat gehört zur südlichen commune associée Mahu.
Höchste Erhebung ist mit 422 m der Mont Taitaa östlich vom Zentrum der Hauptinsel. Im Südosten liegt der Hanareho, der 325 m Höhe erreicht. Dazwischen liegt flacheres Land, sodass die Insel von Norden und Süden aus einiger Entfernung wie zwei Inseln erscheint.
Hauptort und Verwaltungszentrum der Australinseln ist das Dorf Mataura an der Nordküste.
2017 betrug die Bevölkerung 2.217 Einwohner. Sie verteilte sich auf drei Teilgemeinden (communes associées, Stand 2017):
1. Mataura (20,5 km², 970, im Norden und Westen) (Hauptort, mit dem Weiler Haramea an der Westküste, historisches Dorf Toerauetoru)
2. Taahueia (13,1 km², 645, im Nordosten, historisches Dorf Natieva)
3. Mahu (11,9 km², 602, im Süden, historisches Dorf Nahitorono)

Die Inseln haben eine aggregierte Landfläche von 45,6 km², wovon 45,2 km² (über 99 Prozent) auf die Hauptinsel und 0,4 km² auf die Nebeninseln entfallen. Die Lagune misst 94 km².

## Flurnamen
Auf Tubuai gibt es 251 oder 252 historische Flurnamen:

Ahoa, 
Ahotea, 
Aira, 
Ana, 
Anua, 
Aore, 
Apaura, 
Atiahara, 
Farani, 
Haaa, 
Haamau, 
Haapahono, 
Haapuatua, 
Haaripae, 
Haatau, 
Haena, 
Hamore, 
Hanaroa, 
Hanatahi, 
Hapopo, 
Hapuu, 
Haramea, 
Hareau(a)ti, 
Haremaa, 
Harepua, 
Hareraau, 
Haretapu, 
Harii, 
Hariitaata, 
Hauehu, 
Haumainu, 
Haupea, 
Haura, 
Haurii, 
Hautara, 
Hauvaa, 
Hiamoora, 
Hitipereue, 
Hitiura, 
Hoopua, 
Hoopuaa, 
Hooura, 
Horomatani, 
Huamori, 
Hueava, 
Hutumaru, 
Huuveru, 
Iiorere, 
Mahihi, 
Manana, 
Manono, 
Mao (Ma'o), 
Maramaura, 
Marana, 
Mareretiua, 
Maruhau, 
Maruoi, 
Marutua, 
Mataiau, 
Matairani, 
Matanao, 
Mataorono, 
Matapara, 
Matarau, 
Mataura, 
Maunaraha, 
Maunehitua, 
Mihiura, 
Mititapu, 
Moa, 
Moana, 
Moemoe, 
Moerai, 
Moofara, 
Motohara, 
Murivai, 
Nahaueha, 
Nahinaupea, 
Narirani, 
Nihomano, 
Nihomanu (?), 
Nuuriro, 
Ohoro, 
Oio, 
Onereva, 
Oparu, 
Orepo, 
Oroa, 
Otava, 
Pae, 
Paepaeohiu, 
Paepaetutae, 
Pahatu, 
Pahuhuna, 
Panaihara, 
Panaru, 
Panautoa, 
Papavahie, 
Paratea, 
Parepareaura, 
Parioopu, 
Patupatu, 
Peetau, 
Peeura, 
Peheue, 
Potu, 
Potuitui, 
Poutoa, 
Puahi, 
Puainoho, 
Punanoe, 
Purepo, 
Putaura, 
Raahia, 
Ranitatau, 
Rarouru, 
Renui, 
Ruapou, 
Ruatara, 
Taahuaia, 
Taamora, 
Taerepa, 
Tahihi, 
Tahiriura, 
Tahuhu, 
Taiariari, 
Taihau, 
Taimate, 
Tamatea, 
Tamauu, 
Tanetepu, 
Tanitoa, 
Taoa, 
Taonetera, 
Taova, 
Tapuata, 
Taputaputea, 
Tarahu, 
Taraouvo, 
Tareiau, 
Tarenavaha, 
Taronoahoe, 
Tarotapu, 
Tarotu, 
Taruroa, 
Tarutepua, 
Taupa, 
Tauranaivi, 
Tauruaura, 
Tautee, 
Teaeva, 
Teahoteuira, 
Teahutapu, 
Teana, 
Teanapoiri, 
Tearaea, 
Tearahaiti, 
Tearaiteoi, 
Tearapapa, 
Teavahavai, 
Tefaatau, 
Tehaapu, 
Tehano, 
Tehaputaai, 
Teharateovi, 
Teharaura, 
Tehatu, 
Tehauaniao, 
Tehauaraia, 
Tehauhanahuru, 
Tehauhuaai, 
Tehauhuahine, 
Tehaunahanarii, 
Tehauniau, 
Tehauohoto, 
Tehauonere, 
Tehauopeva, 
Tehaupuahi, 
Tehautahia, 
Tehautahu, 
Tehautapaau, 
Tehautareni, 
Tehautootoo, 
Tehititaau, 
Temae, 
Temanaha, 
Temarere, 
Temaui, 
Temauu, 
Temiromiro, 
Temuhu, 
Teofai, 
Teonemarua, 
Teoneo, 
Teopua, 
Tepairu, 
Tepao(u)a, 
Tepapa, 
Teparehau, 
Tepeau, 
Teraotahi, 
Terautipara, 
Tereva, 
Teroitaihau, 
Teruaitemuri, 
Teruaotuu, 
Teruihatu, 
Tetairama, 
Tetararea, 
Tetiare, 
Tetoonea, 
Tetoropu, 
Tetuarona, 
Teuo, 
Teupoo Tehaarua, 
Teuruohina, 
Tevahavai, 
Tevarovaro, 
Tevavai, 
Toero, 
Torea, 
Tuaaa, 
Tuanahi, 
Tuanai, 
Tuarani, 
Tuatua, 
Tuituaroa, 
Tumarotai, 
Tuoro, 
Tuporo, 
Tupuaiehitu, 
Tutaemoa, 
Tutava, 
Tuturipohatu, 
Uruhau, 
Vahiavae, 
Vahoro, 
Vaia, 
Vainono (alias Taoaaho), 
Vaioopu, 
Vaiovau, 
Vaipua, 
Vaipuaa, 
Vairani, 
Vairavai, 
Vairearea, 
Vairoto, 
Vairua, 
Vaitauarii, 
Vaitoaha, 
Vaitomoana, 
Vivi.

Die gleiche Quelle listet folgende Namen für Inseln (
Motiha, 
Ofai, 
Rautaro, 
Tapapatauai, 
Toena
), Berggipfel (
Herani, 
Mareura, 
Natimati, 
Hanareho, 
Pahatu, 
Panee, 
Piritie, 
Puturani, 
Puuketua, 
Taitaa, 
Tunarutu, 
Taurea, 
Tavaetu, 
Temarutorea
), Riffdurchfahrten (
Teavaanamoana, 
Teavahue, 
Teavarautaro
), Fließgewässer (
Auohiro, 
Hautara, 
Vaiapu
).